# Pristimantis chimu
Pristimantis chimu es una especie de anfibio anuro de la familia Craugastoridae.

## Distribución geográfica
Esta especie es endémica de la provincia de Chota en la región de Cajamarca en Perú. Se encuentra entre los 3000 y 3100 m sobre el nivel del mar en la Cordillera Occidental.

## Descripción
Los machos miden de 19 a 20 mm y las hembras de 22 a 25 mm.

## Etimología
Esta especie lleva el nombre en honor a la Cultura chimú.

## Publicación original
- Lehr, 2007: New eleutherodactyline frogs (Leptodactylidae: Pristimantis, Phrynopus) from Peru. Bulletin of the Museum of Comparative Zoology, vol. 159, n.º 2, p. 145-178[4]